# Schottische Literatur
Schottische Literatur ist die Literatur schottischer Autoren in schottisch-englischer Sprache sowie in Scots, der historischen Sprache der Lowlands, oder (seltener) in schottischem Gälisch. Dieses wird vielleicht noch von 60.000 Menschen gesprochen.
Die Geschichte der schottischen Literatur ist eng verbunden mit den bis in die Gegenwart anhaltenden Diskussionen über Scottishness und Keltentum, die Eigenständigkeit der schottischen Sprache im Verhältnis zur englischen und die schottische Identität.

## Anfänge

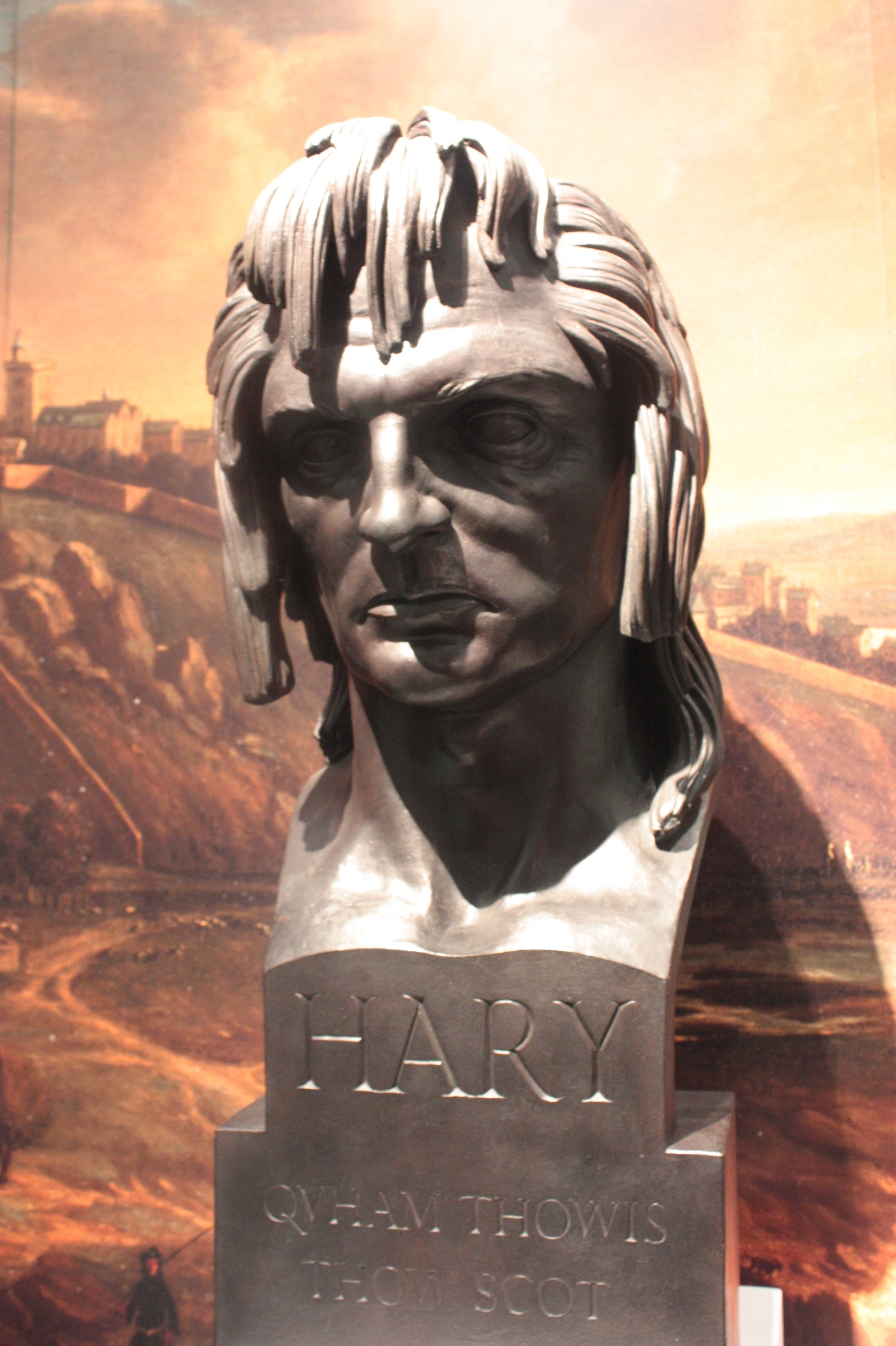
Büste von Blind Harry von Alexander Stoddart

Das früheste literarische Zeugnis in nordenglischem Dialekt, der auch als Scots, Schottisch oder Tiefland-Schottisch bezeichnet wird, ist ein Fragment eines anonymen Gedichts aus dem 13. Jahrhundert über die Verhältnisse in Schottland nach dem Tod König Alexanders III. Einer der ersten bedeutenden schottischen Dichter war John Barbour, Erzbischof von Aberdeen und Verfasser des schottischen Nationalepos „The Bruce“ (um 1375), das die Geschichte des schottischen Königs Robert the Bruce in 13.500 Versen im schottischen Dialekt verherrlicht.
Literarische Ambitionen hatte auch Jakob I. mit dem Liebesgedicht The Kingis Quair (1424). Als Blütezeit des Scots kann die Zeit zwischen dem späten 15. und dem 17. Jahrhundert gelten, als eine relativ standardisierte Version des Scots („Mittelschottisch“) zur Prestigesprache des Adels und Bürgertums und Sprache der offiziellen Verwaltung des Königreiches geworden war. Die hochgeachteten Dichter oder Barden (Makars, engl. makers), die sich oft an bestimmte Clans banden, verstanden sich als Schöpfer, und zwar im Sinne der griechischen poietes (ποιητής, „Hersteller“). Sie orientierten sich oft am Mittelenglischen des Geoffrey Chaucer; über die „zurückgebliebene“ gälische Sprache machten sie sich oft lustig.
Die Scottish Chaucerians, also die Renaissance-Dichter Robert Henryson (Testament of Cresseid im Anschluss an Geoffrey Chaucers Stück, 1503), Blind Harry (ein Minstrel, d. h. fahrender Sänger) und William Dunbar (Lament for the Makars in Anlehnung an François Villon) schrieben in einer Frühform von Scots bzw. middle scots, das sie aber inglis nannten. Sie verwendeten die siebenzeilige Stanze Chaucers mit der Reimform ABABBCC. Robert Henryson wurde vor allem durch seine Tierfabeln nach dem Vorbild Aesops populär, die sich durch genaue Beobachtung und unsentimentale Beschreibung des Sozialverhaltens der Tiere auszeichnen. In The Taill of the Uponlandis Mous and the Burges Mous (um 1485), einem satirischen Vergleich der Lebensweise zweier Mäuse im notleidenden Hochland und in der prosperierenden Stadt, spiegelt sich der beginnende Verstädterungsprozess Schottlands. In anderen Fabeln Henrysons werden die Unterdrückung des Landvolks durch den Adel, die Schwäche des unbeliebten Königs James III. und der moralische Verfall der Kirche kritisiert, doch wird auch das steigende politische Selbstbewusstsein der Händlerklasse im Vorfeld der schottischen Reformation deutlich.

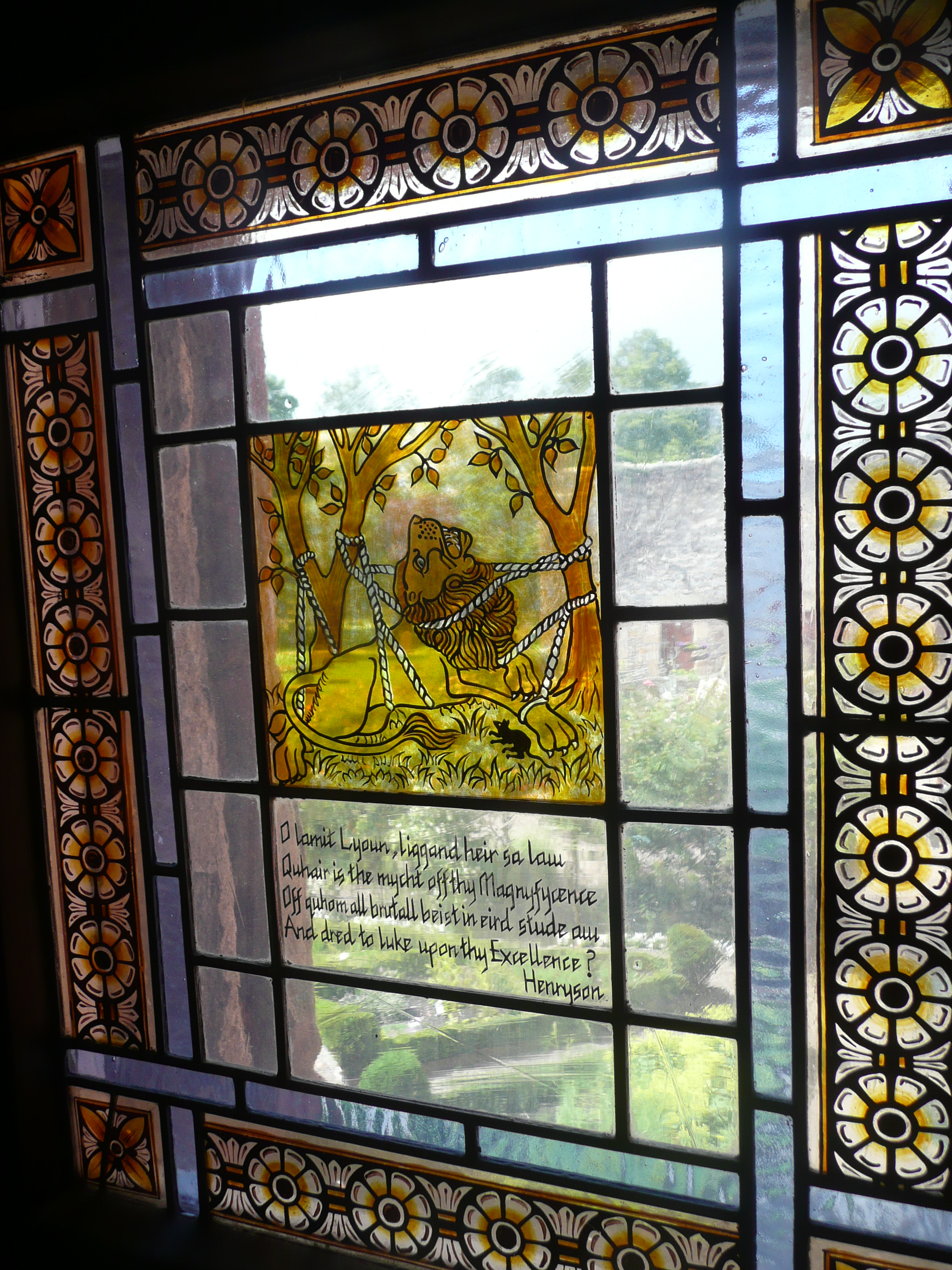
Fenster der Abtei Dunfermline mit Motiv aus Henrysons Fabel „Der Löwe und die Maus“

Der Bischof und Makar Gavin Douglas verfasste mit Palice of Honour (1501) ein allegorisches Gedicht im Stil der okzitanischen Dichtung und übersetzte die Aeneis in Scots (1513). Dabei handelte es sich um die erste Übersetzung in eine germanische Sprache überhaupt. Ein später Vertreter der höfischen Makars war der Moralist, Satiriker, Theaterdichter und Diplomat David Lyndsay, der mit Ane Dialog betwix Experience and ane Courteour of the Miserabyll Estait of the World (1559) eine gereimte, kirchenkritische Universalgeschichte mit über 6000 Versen in Form eines Dialogs zwischen einem jungen und einem älteren Höfling schuf.
In den Highlands war bis zum Beginn des 18. Jahrhunderts das Schottisch-Gälische verbreitet. Das älteste schriftliche Zeugnis ist das Leabhar Deathan Lios Mòir um 1520, das Balladen enthielt, deren Stil sich allerdings kaum von den irischen Bardendichtungen unterscheidet. Mit dem Niedergang des gälischen Bardentums im 16. Jahrhundert traten neue, eigenständige Versarten in den Vordergrund. Dass überhaupt Textausgaben der frühen Epoche bis 1707 zur Verfügung stehen, verdankt sich der Arbeit der 1882 gegründeten Scottish Text Society.

## Die Verdrängung des Gälischen seit der Union mit England 1707
Schon nach Einführung des Buchdrucks, aber vor allem seit der Union mit England 1707 und dem Jakobitenaufstand 1745/46 setzte sich das Standardenglische in der schottischen Literatur durch. Die schottisch-gälische Sprache war in den Augen der Engländer eine plumpe Barbarensprache, wovon auch das Urteil des Lexikographen Samuel Johnsons zeugt: the rude speech of a barbarous people, who had few thoughts to express. Trotz ihrer Zurückdrängung erreichte die gälische Lyrik eine innovative Spätblüte durch den bekanntesten schottisch-gälischen Lyriker, Barden und politischen Schriftsteller Alasdair Mac Mhaighstir Alasdair („Alexander Sohn des Magisters Alexander“, engl.: Alexander MacDonald, ca. 1695/98–1760/70), der aus dem Stuart-treuen Clan Macdonald of Clanranald stammte. Er war Katechet, möglicherweise hat er in Glasgow studiert. 1741 ließ er das erste gälisch-englische Wörterbuch drucken. Sein bekanntes Gedicht Moladh Mòragh („Lob des Mòragh“) ist im komplizierten Rhythmus der Pibroch-Lobeslieder verfasst (piobaireachd, dt. „pfeifen“, „Dudelsack spielen“). Sein wichtigstes, posthum veröffentlichtes und erst in den 1930er Jahren ins Englische übersetztes Werk Birlinn Chlann Raghanill („Die Galeere von Clanranald“) ist die poetische Beschreibung einer stürmischen Seereise mit einer Rudergaleere von South Uist nach Carrickfergus in Irland. Das Gedicht zeugt von einer sehr guten Beobachtung der Schiffsdetails und der kooperativen Arbeit der Ruderer sowie von einem sicheren Gefühl für den Rhythmus, den der Wellenschlag gegen den Bootsrumpf verursacht.

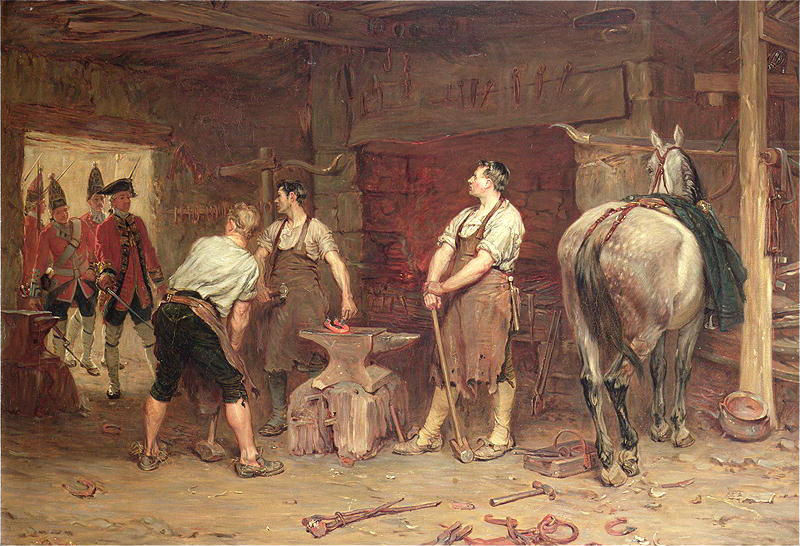
Nach Culloden: Jagd auf die Rebellen. Ölgemälde von John Seymour Lucas (1884)

Der Literaturwissenschaftler Alan Riach, der das schwer zu übersetzende Gedicht Birlinn Chlann Raghani unter Beibehaltung des Rhythmus in recht freier Sprache neu übersetzte, vergleicht die Beschreibung des Kampfes der Männer mit dem Meer mit entsprechenden Passagen bei Homer und Vergil. Er hält das Werk für eines der größten Gedichte der Weltliteratur und für einen Vorläufer surrealistischer und psychedelischer Lyrik.

„[...] the clouds burn back, close in once again,

cover all things, changing, sky becomes ash, blackening, and a blue

splash there, and then thickening, bulging, effulging,

turning sick, pale, brown, beige, tawny, impending, bellying

down, and the fretwork rematches itself, closes in, hue

thick as tartan, dark weaves, anger flashes, and there high in the west,

a broken shaft, a dog-tooth of rainbow, colour stripes swelling [...]“

Bekannt wurde der Poet zu Lebzeiten jedoch vor allem durch seine Naturlyrik sowie durch nationalistische und satirische Gedichte, die von seinem Hass auf das Haus Hannover zeugen. Vermutlich nahm er schon 1715 am Aufstand der Jakobiten gegen die Engländer teil. 1746 führte er das Clanranald-Regiment in der Schlacht bei Culloden, floh nach dessen Auflösung, wurde dann als Verwalter des Clans auf die winzige Insel Canna geschickt und konnte 1752 zu seinem Clan zurückkehren. Alasdair mac Mhaighstir Alasdairs polemische Gedichtsammlung von 1745 über die Wiederauferstehung der gälischen Sprache soll vom Henker in Edinburgh verbrannt worden sein; nur zwölf Kopien haben überlebt. Später konnten nur „gereinigte“ Versionen gedruckt werden. Duncan Ban MacIntyre (1724–1812), lebenslanger Analphabet und nach Alasdair einer der bekanntesten gälischsprachigen Dichter des 18. Jahrhunderts, diente als Soldat der Regierungspartei. Er konnte seine gälischen Gedichte und Lieder, für deren Rezitation er auf sein Gedächtnis angewiesen war und die von einem Pfarrer aufgezeichnet wurden, nach einer längeren Zeit kultureller Repression ab 1768 ohne Probleme in Edinburgh veröffentlichen. Berühmt wurde er durch seine eher unpolitische Naturlyrik.

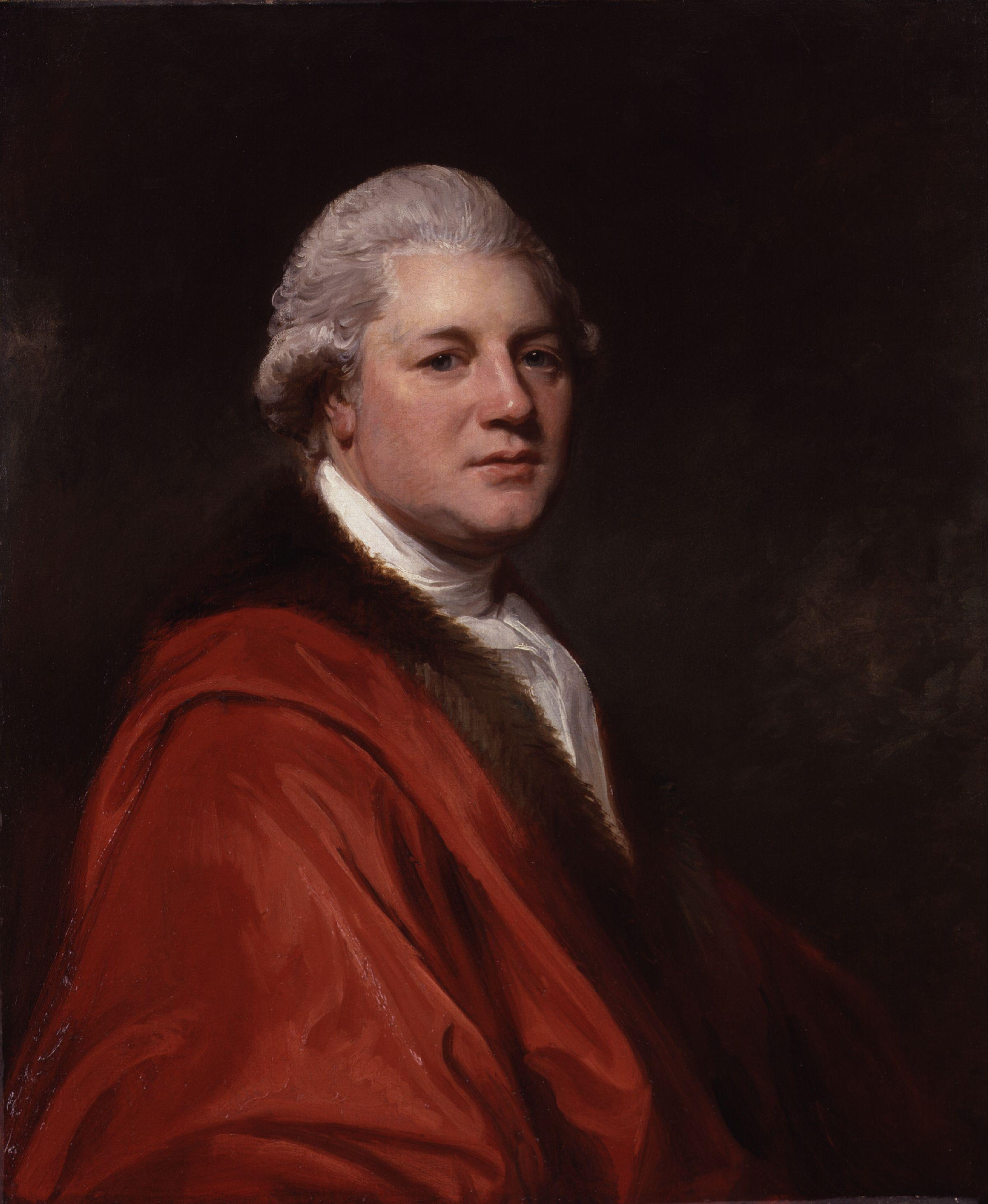
James Macpherson, Dichter des Ossian

Tobias Smollett, der zunächst als Arzt in London praktizierte und in enger Verbindung zu den bedeutenden englischen Autoren seiner Zeit stand, verfasste nicht nur Reiseberichte, Brief-, Abenteuer-, Schauer- und Schelmenromane, sondern auch ein Protestgedicht gegen das Massaker der Schlacht bei Culloden (The Tears of Scotland 1746). Europaweites Aufsehen erregte die von James Macpherson 1760 herausgegebene Sammlung angeblicher keltischer Prosagesänge in englischer Sprache („Die Gesänge des Ossian“), die erst nach 150 Jahren endgültig als Fälschung entlarvt wurden. Obwohl die Dichtung eher sentimentale Einflüsse aus dem südenglischen Dichterkreis zeigt, verschaffte sie den keltischen Balladen große Aufmerksamkeit.
Als langfristig wirksam erwies sich der große Einfluss der schottischen Schule der Moralphilosophie um Adam Ferguson (An Essay on the History of Civil Society, 1767) und der von Thomas Reid begründeten Common-Sense-Philosophie, die die Ideen der Aufklärung in Schottland verbreiteten, aber zugleich die Romantik und den amerikanischen Transzendentalismus vorbereiteten.

## Von der Romantik bis zum Ende der Viktorianischen Epoche
Viele schottische Autoren verließen im 18. Jahrhundert aus wirtschaftlichen Gründen ihre Heimat und gingen nach England. Schien das Gälische seit 1745 gänzlich vom Aussterben bedroht – erst Alexander Carmichael (1832–1912) konnte die gälischen Volkslieder in den Highlands und auf den Hebriden sammeln –, so wurde das in der Umgangssprache der Lowlands fortlebende Scots aus nostalgischen Gründen oft für die Lyrik verwendet. Breitere Beliebtheit erfuhr Scots jedoch wieder, seit der als Sohn eines armen Pächters geborene Romantiker, radikale Demokrat und bissige Satiriker Robert Burns im späten 18. Jahrhundert Volkslieder in der bäuerlichen Volkssprache und Lowland-Scots veröffentlichte. Er verband diese in seinen eigenen Gedichten mit der Hochsprache, die er ebenso mit großer Leichtigkeit beherrschte, ahmte dabei aber den volkstümlichen Ton nach. 1788 verfasste er das Gedicht Auld Lang Syne, das als Vorlage für die weltberühmte Hymne diente, die jedes Jahr zum Jahreswechsel angestimmt wird. Scots Wha Hae war zeitweise sogar eine informelle schottische Nationalhymne. Tam o’Shanter (1790), in der Reimform des Couplets, erzählt die Geschichte eines betrunkenen Bauern, der auf dem Heimritt von Hexen verfolgt wird und sich bis auf den abhanden gekommenen Schweif seines Pferdes retten kann. Die Burleske wird immer wieder neu verlegt und findet sich in zahlreichen Anthologien; sie wird als Ausdruck des inneren Zwiespalts des Dichters und der schottischen Volksseele interpretiert, die zwischen Trunk- und Vergnügungssucht und calvinistischer Pflichterfüllung, zwischen Englisch und Scots hin- und hergerissen sind. Es gelang Burns zu zeigen, dass man auch mit Hilfe des seit dem 16. Jahrhundert immer provinzieller gewordene Scots komplexe Gedanken ausdrücken konnte. Sein Gedicht Love and Liberty (1786) verfasste er sowohl in englischer Sprache als auch auf Scots, wobei er sehr unterschiedliche Effekte erzielte. Seine anschauliche Liebes- und Naturlyrik (viele seiner Gedichte sind an trüben Wintertagen entstanden) und seine Bearbeitungen von Volksmythen bereiteten auch der englischen Romantik den Weg.
Während der Philosoph und romantische Ästhetik-Theoretiker James Beattie, der der Common-Sense-Schule angehörte, die vielen scoticisms in der Alltags- und Literatursprache im Jahr 1779 noch als fehlerhaft kritisierte und korrigierte, feierten die mittlerweile weitgehend anglisierten liberalen Intellektuellen der Edinburgher Aufklärung (des sog. Scottish Enlightenment) Burns Werke, mit denen er Schottland wieder eine eigene Identität verlieh. Von Robert Burns beeinflusst wurde James Hogg, dessen Mutter bereits früher schottische Balladen gesammelt hatte. Hogg verfasste zahlreiche Gedichte in Englisch und Scots. Sein düsterer Roman The Private Memoirs and Confessions of a Justified Sinner über einen ulracalvinistischen Presbyterianer, der schließlich zum Brudermörder wird, geriet in Vergessenheit und wurde erst 1924 nachgedruckt. Die surrealistisch-phantastischen Züge des Romans, dessen Hauptfigur sich von einem theologisierenden Teufel gehetzt fühlt, sind psychologisch durchaus erklärbar und tragen zur Modernität des Buches bei.

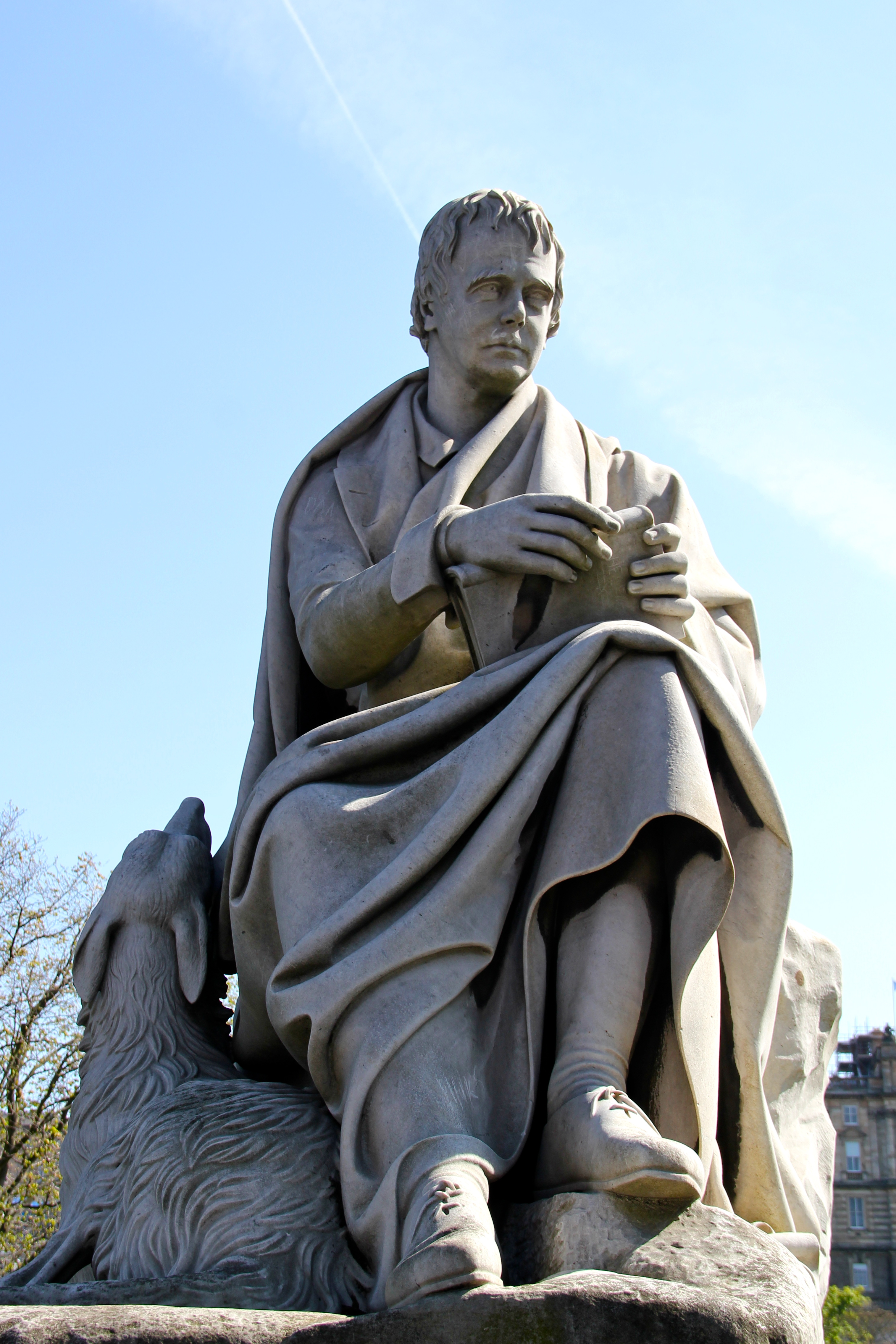
Denkmal für Walter Scott im Scott Monument, Edinburgh

Auch Hoggs Freund Walter Scott hatte ein Gespür für die Balladen seiner Heimat, des Grenzlandes zwischen England und Schottland; in seinem Werk spiegeln sich englische und schottische Traditionen. Nach populären Versromanzen wechselte er das Genre und wurde auf einen Schlag berühmt durch seinen ersten, anonym publizierten Roman Waverley (1814) über einen fiktiven „mittleren Helden“ des Jakobineraufstands 1745. Dieser Ruhm, der sich darauf gründete, dass Scott in der Blütephase der europaweiten Begeisterung für die Nationalromantik Geschichte als Unterhaltungsstoff präsentierte, hielt Jahrzehnte an. Scott schrieb teils unter Verschuldungsdruck fast 30 historische Romane, die in die meisten europäischen Sprachen übersetzt wurden und in denen erstmals Figuren aus dem Volk im Mittelpunkt des Geschehens standen. Scotts Schwiegersohn John Gibson Lockhart, Romanautor, Verfasser einer siebenbändigen Biographie seines Schwiegervaters und Übersetzer spanischer Klassiker, publizierte im Blackwood's Magazine, einem konservativen Gegenorgan zur liberalen Edinburgher Aufklärung, die sich um die Edinburgh Review versammelte, und gab später (anonym) die Londoner Quarterly Review sowie die Quarterly Review heraus.

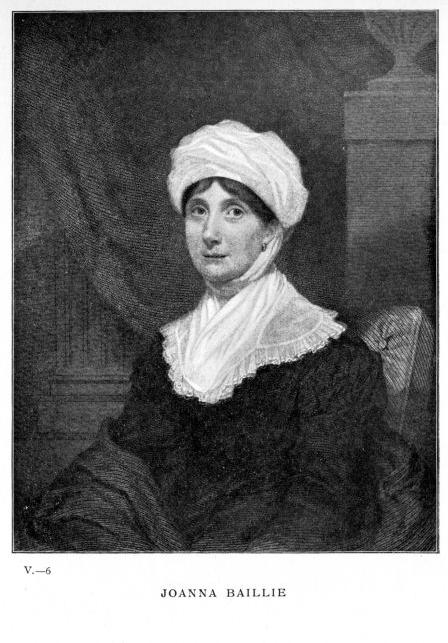
Joanna Baillie

Mit Scott befreundet war die in Bothwell bei Glasgow geborene romantische Dichterin und Dramatikerin Joanna Baillie, die zuerst in London durch ihre Schauertragödien (gothic tragedies) wie De Montfort (1798) zur Popularität gelangte. Family Legend (1810) wurde auch in Schottland begeistert aufgenommen. Später fanden auch ihre romantischen Gedichte Beachtung.
Robert Louis Stevenson, den man trotz seiner nomadischen Existenz als schottischen Schriftsteller ansprechen kann, lebte ein Leben als Bohémien und blieb zugleich – wie Hogg, durch den er stark beeinflusst wurde – in seiner calvinistischen Herkunft befangen. Sein Roman The master of Ballantrae ist – obwohl in den USA verfasst – in der Landschaft des schottischen Südwestens angesiedelt, die Stevenson bei Aufenthalten und Wanderungen kennengelernt hatte. Die beiden Hauptfiguren erinnern an das Schicksal der verfeindeten Söhne von John Murray, des 1. Duke of Atholl, in den Ereignissen der Jahre 1745/46, und der rote Faden folgt der Aeneis, die von den Jakobiten als Analogie zum Geschick des Hauses Stuart vereinnahmt wurde. Von Stevenson beeinflusst sind auch einige Romane von Sir Arthur Conan Doyle, der in The Firm of Girdlestone (1890, verfilmt 1915 als Stummfilm) ein Bild seiner Heimatstadt Edinburgh im Zeitalter des Imperialismus zeichnete. Die Inhaber von Girdlestone and Co. – Vater und Sohn – betreiben einen lukrativen Afrikahandel mit schlecht instandgehaltenen Segelschiffen (Doyle war zeitweise als Schiffsarzt auf einem Walfangschiff tätig).

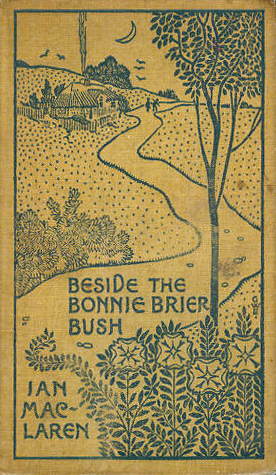
Titel der Erstausgabe von Beside the Bonnie Brier Bush

## Provinzialismus und Sentimentalismus der 1890er Jahre: Die Autoren des „Küchengartens“
In der Tradition Robert Burns wurden seit etwa 1890 von den Autoren der Kailyard School (von kail, kale: Blätterkohl; „Küchengarten“) sentimental-pastorale Gedichte und teils realistische, teils religiös-schwärmerische Romane im schottischen Dialekt verfasst, die das Leben auf dem Lande idealisierten, während sie die Folgen der zunehmenden Industrialisierung des Großraums Glasgow und den Niedergang der Landwirtschaft ausblendeten. Den Namen erhielt diese Strömung von einer Zeile aus Ian Maclarens Bestseller Beside the Bonnie Brier Bush (1894) mit Geschichten aus seiner Amtszeit als Geistlicher der Free Church of Scotland und Dialogen in Scots.

Die Firth-of-Tay-Brücke, kurz nach dem Einsturz des Mittelteils im Dezember 1879. Auch Theodor Fontane verewigte die Katastrophe in einer mythisierenden Ballade.

William McGonagall erwarb unrühmliche Bekanntheit durch seine trivial-sentimentale Gebrauchslyrik. Er gilt als der „schlechteste schottische Dichter“, dessen rein narrative, ungefüge Gedichte jedoch immer neu gedruckt werden. Als Rezitator reist er teils zu Fuß umher, um in der Zeit vor der Einführung moderner Medien gegen Bezahlung dramatische Neuigkeiten in Balladenform zu verbreiten (The Tay Bridge Disaster, 1880; The Foundering of the Steamer «Spree», 1892). Der Exzentriker starb völlig verarmt, wurde bis heute aber immer wieder zum Gegenstand der Populärkultur, von Comedians, Zeitungskolumnen und sogar eines Musicals.
Die romantischen Erzählungen und lyrischen Stimmungsbilder von William Sharp (Pseudonym: Fiona Macleod) sind vom keltischen Geist der Highlands geprägt. Charles Murray (1864–1941) gehörte zu den ersten Dichtern, die das Scots der Region um Aberdeen, das Doric, für seine Werke verwendeten. Nach Ansicht der Romanautorin Margaret Oliphant, einer Bewunderin von Walter Scott, führte die Reduzierung und Simplifizierung des schottischen Nationalcharakters durch die Kailyard School jedoch zu einem Rückfall in den Provinzialismus. George Douglas Browns vom französischen Realismus beeinflusster pessimistischer Familienroman The House with the Green Shutters (1901) über den Niedergang eines Fuhrunternehmers im Eisenbahnzeitalter, der nach dem Vorbild eines griechischen Dramas konzipiert ist und auch Jorge Luis Borges beeindruckte, brach entschieden mit dem Sentimentalismus und bereitete so die Schottische Renaissance vor. Ähnliches gilt für den düster-tragischen Roman Gillespie (1914) des Pfarrers John Macdougall Hay (1879–1919). Sein Held Gillespie Strang verkörpert einen neuen schottischen Unternehmertyp, dem jedes Mittel Recht ist, um sich durchzusetzen – ein Antichrist, aber auch ein Freund der Fischer der Westküste. Hay lässt erkennen, dass die Handlung in seiner Heimatstadt Tarbert (Kintyre) spielt. Die Prosawerke und Dramen J. M. Barries (1860–1937), des Schöpfers vom Peter Pan (1904), sind gekennzeichnet durch Humor, Sentimentalität, aber auch durch eine genaue soziale Beobachtungsgabe.

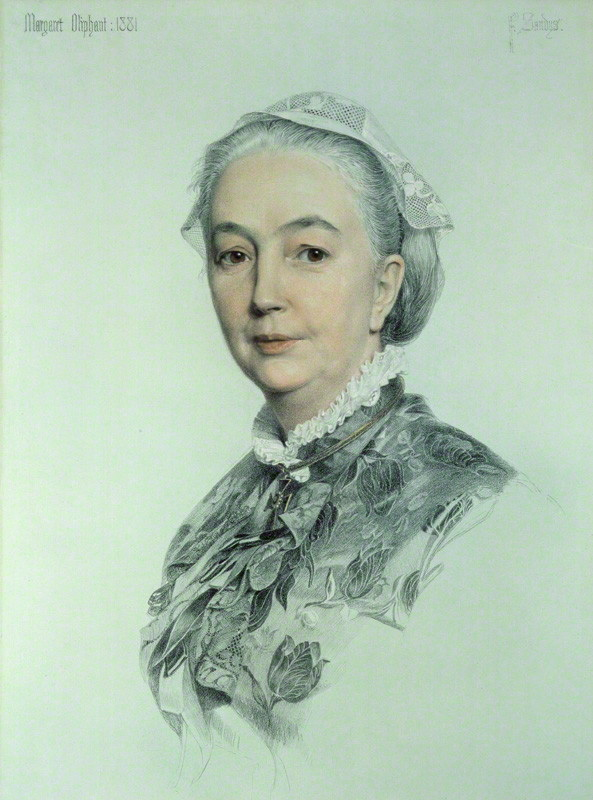
Margaret Oliphant (1828–1897)

## Schottische Renaissance 1920–1945
Im 20. Jahrhundert entstand eine literarische Bewegung, die von dem wiedererweckten schottischen Nationalismus geprägt war. Sie fand unter der Bezeichnung Schottische Renaissance Eingang in die Literaturgeschichte. Ähnlich wie die Dichter der ersten schottischen Renaissance des 15./16. Jahrhunderts orientierten sich die Vertreter der heute als eigentliche Schottische Renaissance bezeichneten Periode an herausragenden Werken europäischer Dichter.
Impulse für diese Bewegung kamen von aus dem Ersten Weltkrieg zurückgekehrten Literaten, die sich gegen den Abbau der nationalen Identität wandten. Zuerst wurde der Begriff 1922 von Christopher Murray Grieve gebraucht, der später unter dem Künstlernamen Hugh MacDiarmid bekannt wurde und als wichtigster Protagonist der Bewegung hervortrat. Der Bewegung ging es einerseits um die Aufarbeitung nationaler Traumata wie die radikale „Säuberung“ katholischer Kirchen und Klöster durch die Schottische Reformation, die Vertreibung der Hochlandschotten von ihrem Farmland (die sogenannten Highland Clearances) im 18. und 19. Jahrhundert, den Jakobitenaufstand, später auch um den Generalstreik von 1926 oder die Folgen der großen Depression der 1930er Jahre. Andererseits zielten die Bemühungen auf die Wiedergeburt einer eigenen Sprache und den Erhalt des dialektalen Scottish vernacular („Volksmund“, „Aussprache“) im Schulunterricht, da MacDiarmid und andere Vertreter der Bewegung postulierten, dass ein Dichter nur in der Sprache seiner Kindheit seine volle Ausdruckskraft erreichen könne. Erst 1952 wurde festgelegt, dass die englische Aussprache an schottischen Schulen nicht erzwungen werden dürfe. Ein weiterer bedeutender Vertreter der Scottish Renaissance war Neil M. Gunn, der seine Romane über die Kultur des Highlands und der Clans in englischer Sprache schrieb.

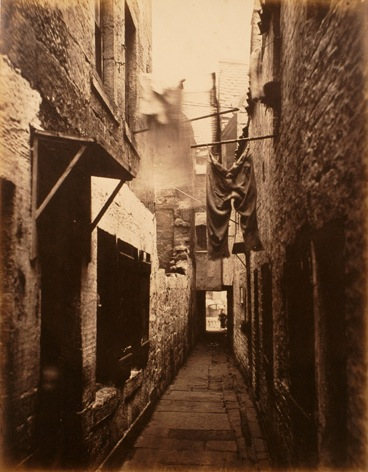
Slum in Glasgow (1871): Bild des schottischen Fotografen Thomas Annan

Berührungen gab es auch mit der nationalromantischen Bewegung einer keltischen Wiedergeburt Ende des 19. Jahrhunderts, doch vermied die modernistische schottische Avantgarde weitgehend deren sentimentale Keltennostalgie. Mit der nostalgischen Kailyard fiction („Gemüsegarten-Dichtung“) brach zuerst in radikaler Weise George Douglas Brown (1869–1902) in seinem realistischen Roman The House with the Green Shutters (1901).

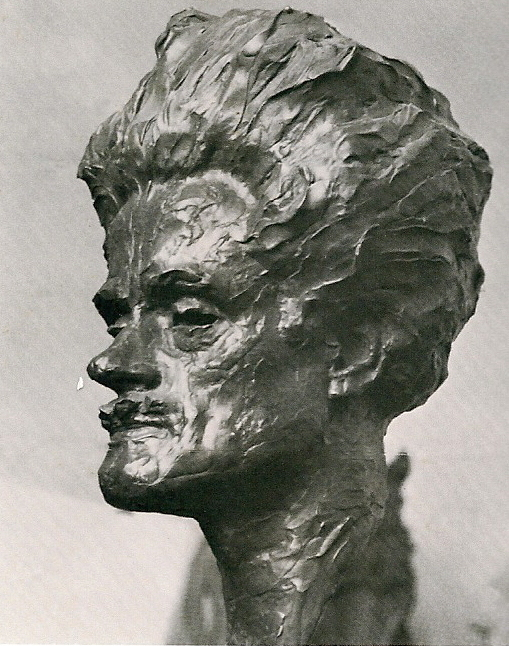
Büste Hugh MacDiarmids (1927) von William Lamb

Der Poet, Nationalist, Kommunist und Vorkämpfer der keltischen Renaissance Hugh MacDiarmid versuchte in seinem lyrischen Meisterwerk, dem in Anlehnung an Techniken T. S. Eliots und Ezra Pounds eklektisch montierten, komischen Monolog „A Drunk Man Looks at the Thistle“ (1926), verschiedene Scots-Dialekte mit den Vorbildern der Renaissanceautoren wie Robert Henryson und William Dunbar, also aus einer Zeit, in der die schottische Literatur noch nicht provinziell war, zu einer Kunstsprache zu verbinden. Seine Arbeit für ein literarisches Revival verband sich mit der Hoffnung auf eine politische Wiedergeburt Schottlands; doch war er zugleich ein elitärer Verächter der Massengesellschaft und erkannte erst spät die Gefahr des Faschismus.
Einige Autoren aus seinem Freundeskreis wechselten virtuos zwischen Sprachen und Dialekten, so Edwin Morgan (1920–2010), der Friedrich Hölderlin und Bertolt Brecht ins Englische sowie William Shakespeare ins Schottische übersetzte, für eigene Werke aber Glasgower Slang benutzte. 2004 wurde er zum Makar, zum ersten schottischen Nationalpoeten ernannt. Der Lyriker Robert Garioch schrieb seine Gedichte im Scots der Edinburgher Old Town. Auch der Lyriker und Epigrammatiker William Soutar (1898–1943) benutzte Scots. Wie andere Weltkriegsteilnehmer hatte er sich zu einem glühenden Anhänger der Scottish Renaissance entwickelt. In reinstem Englisch wiederum schrieb sein Edinburgher Freund Norman MacCaig (1910–1996) seine populären Gedichte. Wegen dieser sprachlichen Ambivalenzen gelten schottische Autoren oft als für linguistische Feinheiten sensibilisiert.
Ein bekannter Vertreter der Bewegung war der Dramatiker James Bridie (eigentlich Osborne Henry Mavor, 1888–1951), ein Arzt, der seit den 1930er Jahren durch eigene Stücke vor allem beim englischen Publikum bekannt geworden war (The Anatomist, Tobias and the Angel). 1943 gründete er in Glasgow das Royal Princess's Theatre (heute Citizens Theatre), das einen deutlichen Einschnitt gegenüber der bis dahin in Glasgow gepflegten konservativen britischen Theaterkultur bildete. Bridie verfasste insgesamt 42 Stücke mit teils existenziellem Tiefgang und biblischen Themen, aber auch herber Sozialkritik in der Tradition George Bernard Shaws.
Zu nennen sind ferner der Dramatiker Robert McLellan (1907–1985), der Mythologe und Politiker Lewis Spence, der die Folklore Schottlands untersuchte und das Stilmittel der Alliteration wiederbelebte, und der in England geborene schottisch-nationalistische katholische Schriftsteller Ruaraidh Erskine of Marr (1869–1960), der auch den irischen Osteraufstand unterstützte. Die Anglophobie, der Hass auf Anglikanismus und Calvinismus und der gälische Chauvinismus steigerten sich besonders im schmalen Werk Fionn Mac Collas (1906–1975).
James Barke (1905–1958) verfasste ein fünfbändiges Werk über Robert Burns und beschreibt in Major Operation (1936) die Bekehrung eines bankrotten Kohlehändlers zum Sozialismus durch einen arbeitslosen Werftarbeiter in einem Glasgower Krankenhaus. Das Stück wurde auch für das Theater adaptiert. Der schottische sozialkritische Roman dieser Zeit beeinflusst auch noch heute die englische Literatur: So schrieb der gebürtige Engländer Ross Raisin seinen Roman „Unter der Wasserlinie“ (deutsche Übersetzung 2014) über die sozialen Folgen der Glasgower Werftenkrise. Davon handelt auch der in englischer Sprache verfasste Roman The Shipbuilders (1935) von George Blake.

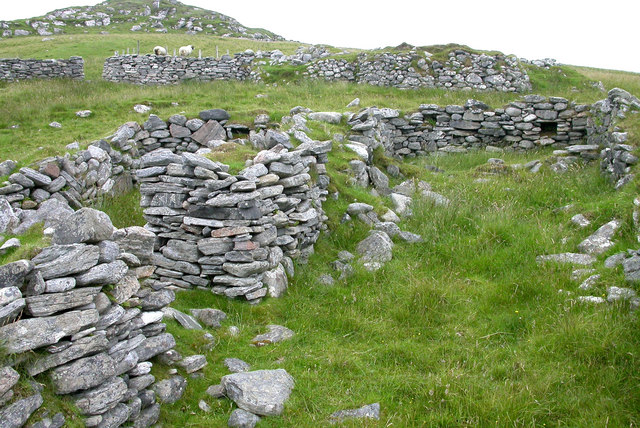
Ruinen eines Hofes von im Jahre 1841 vertriebenen Kleinfarmern auf Fuaigh Mòr – heute grasen auf der unbewohnten Insel nur Schafe

Von den Orkneys stammten der Kafkaübersetzer Edwin Muir (1887–1959), der sich MacDiarmids Nationalismus nicht anschließen konnte, George Mackay Brown (1921–1996), für den das verlassene Haus ohne Dach und der Bauer, der in seinem Boot die Insel verlassen musste, einen Archetypus historischer Erfahrung bildeten, und der Autor humoristischer Romane und Kinderbücher Eric Linklater (1899–1974), der zwar in Wales geboren ist, der jedoch zum Ort seiner Vorfahren zurückkehrte. Im Zweiten Weltkrieg war Linklater Kommandant der Orkney-Festung und blieb sein Leben lang an der Armee interessiert (Private Angelo, „Gefreiter Angelo“, 1946). Der Stil seiner Schelmenromane erinnert an den von Tobias Smollett oder an Rabelais und schwankt zwischen Comedy-haften Elementen, phantastischen Grotesken und höflichsten Mittelschichtmanieren.
Der aus der radikalen Arbeiterbewegung stammende Sohn eines Kätners, Autodidakt, Journalist, Kolonialangestellte und spätere freiberufliche Autor James Leslie Mitchell, der 16 Bücher verfasste, verstand sich als Teil der Bewegung der Schottischen Renaissance, kritisierte diese aber wegen ihrer Ignoranz gegenüber den sozialen Verhältnissen in den Slums von Glasgow, die die schlimmsten Wohnviertel des gesamten Vereinigten Königreichs waren. Als linker Kosmopolit, der wegen seiner politischen Haltung seinen Job verloren hatte und dann als Soldat im Nahen Osten diente, war er skeptisch gegenüber Nationalismus und Kommunismus. Seine erste Veröffentlichung war ein anthropologisches Werk über das frühe Schottland. Durch seinen Roman Sunset Song, der 1932 unter dem Pseudonym Lewis Grassic Gibbon erschien, mehrfach für die Bühne bearbeitet und 1971 verfilmt wurde, wurde er über die Grenzen Schottlands hinaus bekannt. Themen des in poetischer Sprache verfassten, aber durch seinen Realismus schockierenden Romans sind das materielle und moralische Elend des Kleinstadtlebens in den einsamen Mearns im Nordosten Schottlands, die Rolle der Frauen, die zwischen der Bindung an Heimat und Familie und dem Wunsch nach Selbstverwirklichung hin- und hergerissen sind, die Verrohung der aus dem Weltkrieg zurückgekehrten Soldaten und die Folgen der wirtschaftlichen Modernisierung für das traditionelle Leben der Bauern. Der Roman ist Teil der Trilogie A Scots Quair, in der das Schicksal des Bauernmädchens Chris Guthrie über mehrere Etappen erzählt wird (1932/34). Chris steht aufgrund ihrer Schulbildung eine Zukunft als Lehrerin offen, doch fühlt sie sich der traditionellen, entbehrungsreichen Lebensweise ihrer Familie verbunden. Die Erzählung zeichnet diesen inneren Konflikt nach, den Chris schließlich zugunsten einer Existenz auf der heimatlichen Farm löst. Nach dem tragischen Tod zweier Ehemänner – der erste stirbt im Weltkrieg, der zweite beim Predigen auf der Kanzel – zieht sie in eine größere Stadt, die man als Aberdeen oder Dundee identifizieren kann. Dort wird ihr Sohn aus erster Ehe sozialistischer Aktivist. Die Sprache der Trilogie gibt den Dialekt des Nordostens nicht exakt wieder, nähert sich ihr aber in Rhythmus und in den Kadenzen an. 2016 suchte die BBC mittels einer Umfrage Schottlands beliebtestes Buch. Sunset Song schlug alle Konkurrenten aus dem Feld, darunter Lesehits wie Die Abenteuer des Sherlock Homes oder Trainspotting.

## DieGlasgow Novel
Eine thematische Sonderform der angloschottischen Literatur seit etwa 1825 bis heute – mit einem Höhepunkt in den 1930er Jahren – bildet die Glasgow Novel. Sie setzt einen Gegenakzent zur Fixierung auf die Hochlandkultur und die schottische Geschichte und wurde meist von Autoren verfasst, die in der Stadt geboren waren und sie gut kannten. Dazu gehören eine „urbane“ Version der kailyard-Literatur mit oft sentimentaler Darstellungsweise, der Arbeiterroman (industrial novel) wie No Mean City (1935) von H. Kingsley-Long und Major Operation über die Werftenkrise in der Großen Depression von James Barke (1935), der Gangland Glasgow-Roman über die Gangster- und Jugendbanden und ihre seit 100 Jahren andauernden brutalen turf wars sowie der realistisch-sozialkritische Kriminalroman der 1970er bis 1990er Jahre, vertreten durch William McIlvanney. Archibald Joseph Cronin behandelte in seinen sozialkritischen Romanen der 1930er Jahre das Leben der Bergarbeiter und das konfliktreiche Zusammenleben der Konfessionen in Glasgow, das sich bis heute in Hooligan-Konflikten niederschlägt.

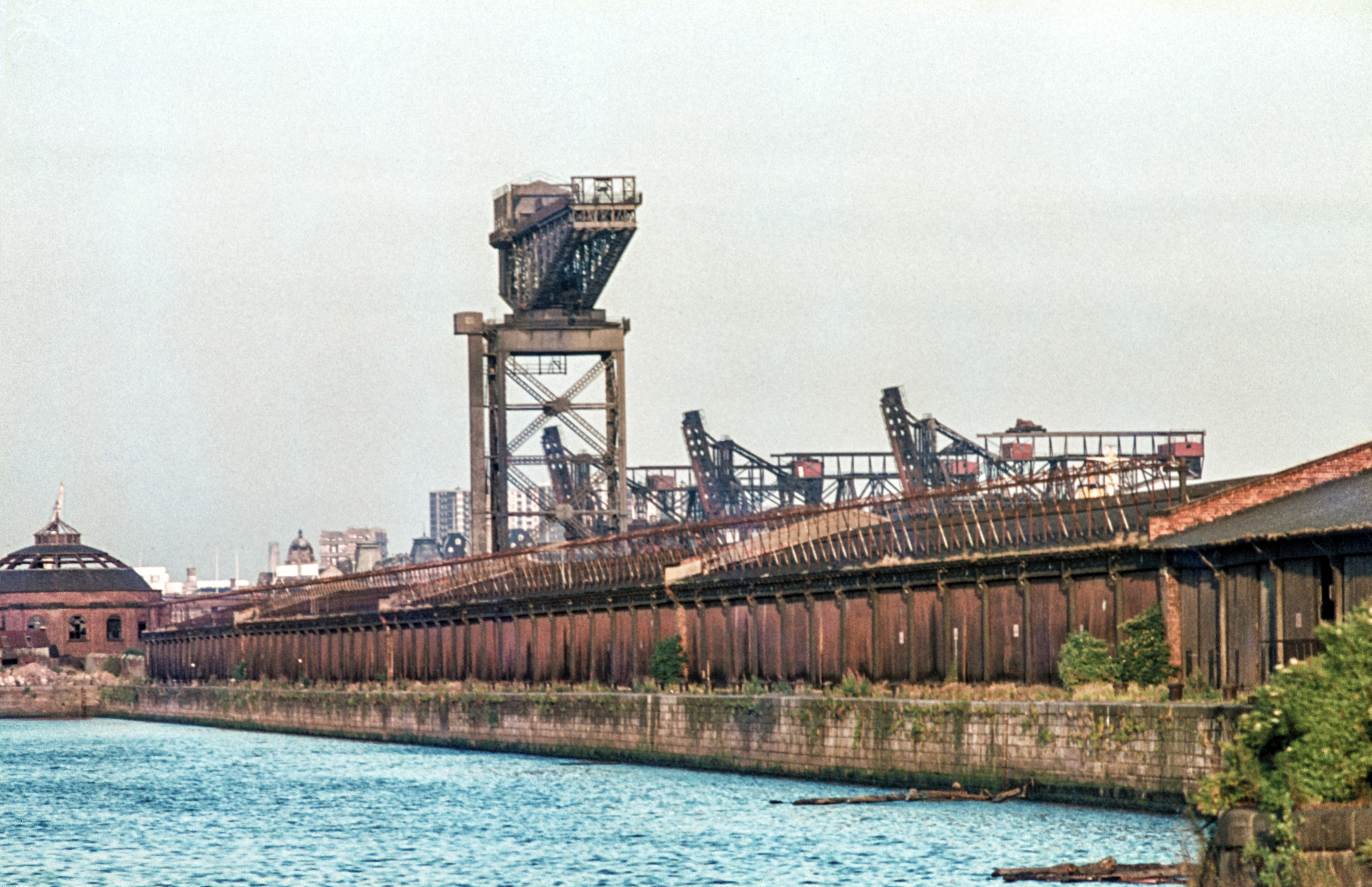
Queen’s Dock und Yorkhill Quay am River Clyde – Industrieruinen in Glasgow (2009)

## Neuere Autoren
Die schottische Literatur seit den 1980er Jahren gewinnt ein immer eigenständigeres Profil gegenüber der Literatur englischer Autoren: Sie ist in der Schilderung von Extremsituationen greller, realistischer und zugleich phantastischer. In dieser Literatur spiegelt sich aber auch der Niedergang der Industrien Schottlands, während durch den Boom des Nordseeöls die Finanz- und Dienstleistungswirtschaft erstarkte. Frauen spielen daher in der Kultur und Literatur Schottlands eine größere Rolle. 
Nachfolgerin von Edwin Morgan als Makar (Nationale Poetin) wurde 2011 die Lyrikerin und Dramatikerin Liz Lochhead, auf welche 2016 Jackie Kay, die Tochter eines nigerianischen Vaters und Professorin für Creative Writing, und 2021 die Lyrikerin und Essayistin Kathleen Jamie folgten.
Der wohl erste Vertreter der schottischen Postmoderne Alasdair Gray beschreibt seine Heimat Glasgow in surrealen, bizarren und komischen Werken (Lanark – A Life in Four Books, 1981). Weltweite Aufmerksamkeit erfuhr Irvine Welsh mit Trainspotting (1993) über das Milieu jugendlicher Arbeitsloser und Junkies in Edinburgh, der die schottischen Dialekte exakt transkribiert. Er schrieb auch eine erfolgreiche Theaterversion. Der gleichnamige Film von 1995 weist inhaltlich starke Veränderungen auf.
Sex, Drogen und Gewalt charakterisieren auch die Romane von Iain Banks („Die Wespenfabrik“ 1984). Die Bühnenstücke des vom Epischen Theater beeinflussten John McGrath (1935–2002) behandeln historische und aktuelle Themen von den alten Pikten über die Klassenkämpfe der Vergangenheit bis hin zu Margaret Thatcher und den Problemen der Ölindustrie. Kaum jemand hat so viel zur Verbreitung des populären Theaters in Schottland beigetragen wie McGrath. Nicht zu verwechseln ist er mit dem Dramatiker Tom McGrath (1940–2009), der in der Londoner und Glasgower Gegenkultur verankert war. Jeff Torrington beschrieb den Niedergang Glasgows in der wütend-witzigen, autobiographisch gefärbten Geschichte des Gelegenheitsarbeiters Thomas Clay. Torrington hatte selbst acht Jahre am Fließband einer Autofabrik gearbeitet, bis er wegen der Werksschließung frühverrentet wurde. Für dieses mit dem höchstdotierten britischen Literaturpreis, dem Whitbread Book Award ausgezeichnete Werk Swing hammer swing! (1992) – gemeint ist der Abrisshammer, mit dem die Chrysler-Fabrik in Linwood abgerissen wurde – benötigte er eine Schreibzeit von 30 Jahren.

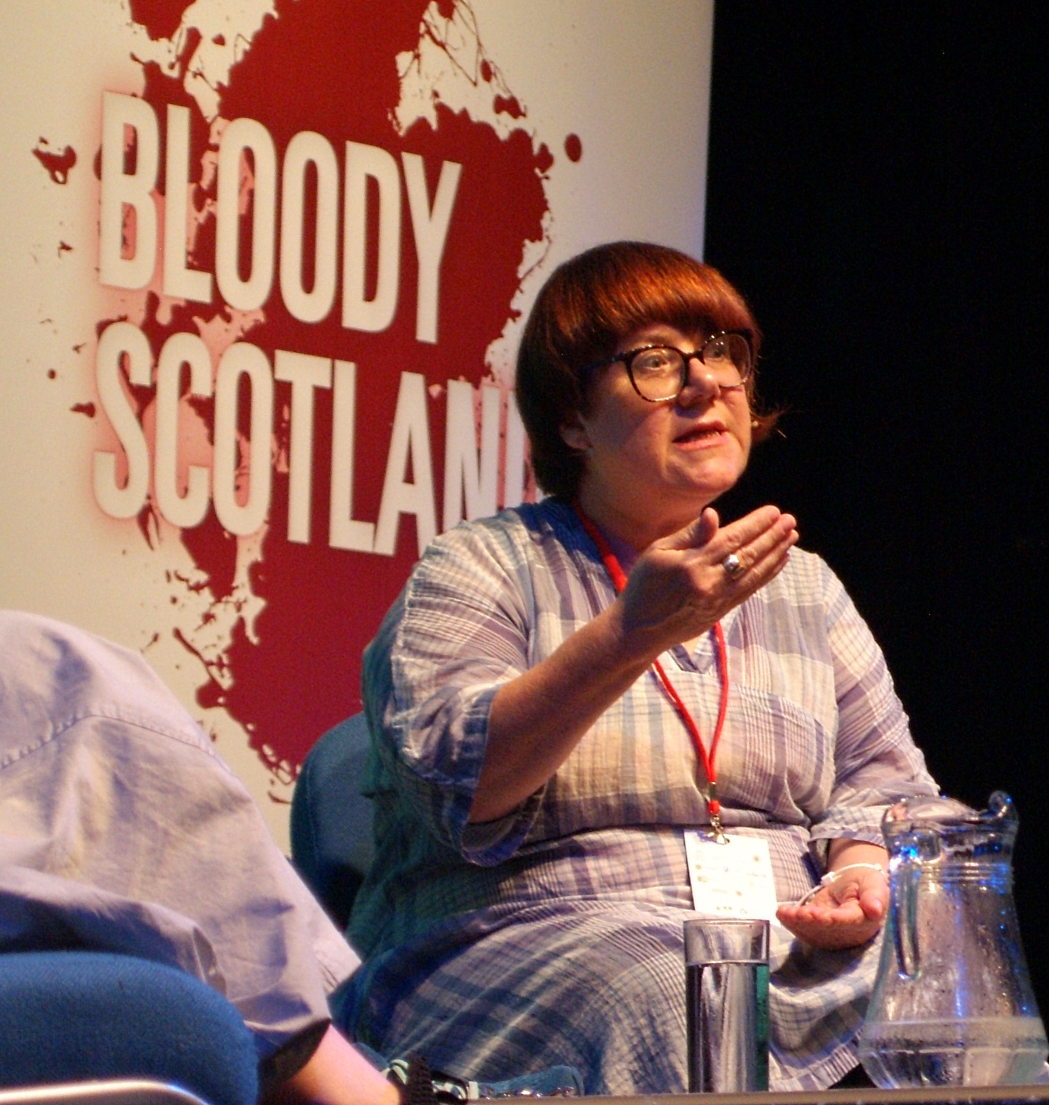
Louise Welsh auf dem Bloody Scotland-Festival (2019)

In Schottland wirkten seit den 1970er Jahren viele Autoren von Kriminalromanen. William McIlvanney (1936–2015) begründete mit seinem Roman Laidlaw über die Aufklärung eines Sexualmords an einem Teenager das sogenannte, dabei sehr vielfältige Genre des Tartan noir (schwarzkarierter Kilt), also des Hardcore-Krimis. In ganz Großbritannien populär wurde der Autor von in düsteren Vierteln Edinburghs angesiedelten Kriminalromanen des von Ilvanney inspirierten Ian Rankin (* 1960), die u. a. durch die Taten des Glasgower Serienmörders Bible John angeregt wurden. Auch Louise Welsh, die Cousine von Irvine Welsh, verfasst neben historischen Romanen vor allem Kriminalromane. Denise Mina (* 1966), deren Karriere vom Schulabbruch bis zur Dozentin für Kriminologie und Strafrecht führte, schrieb Krimis und Comics.

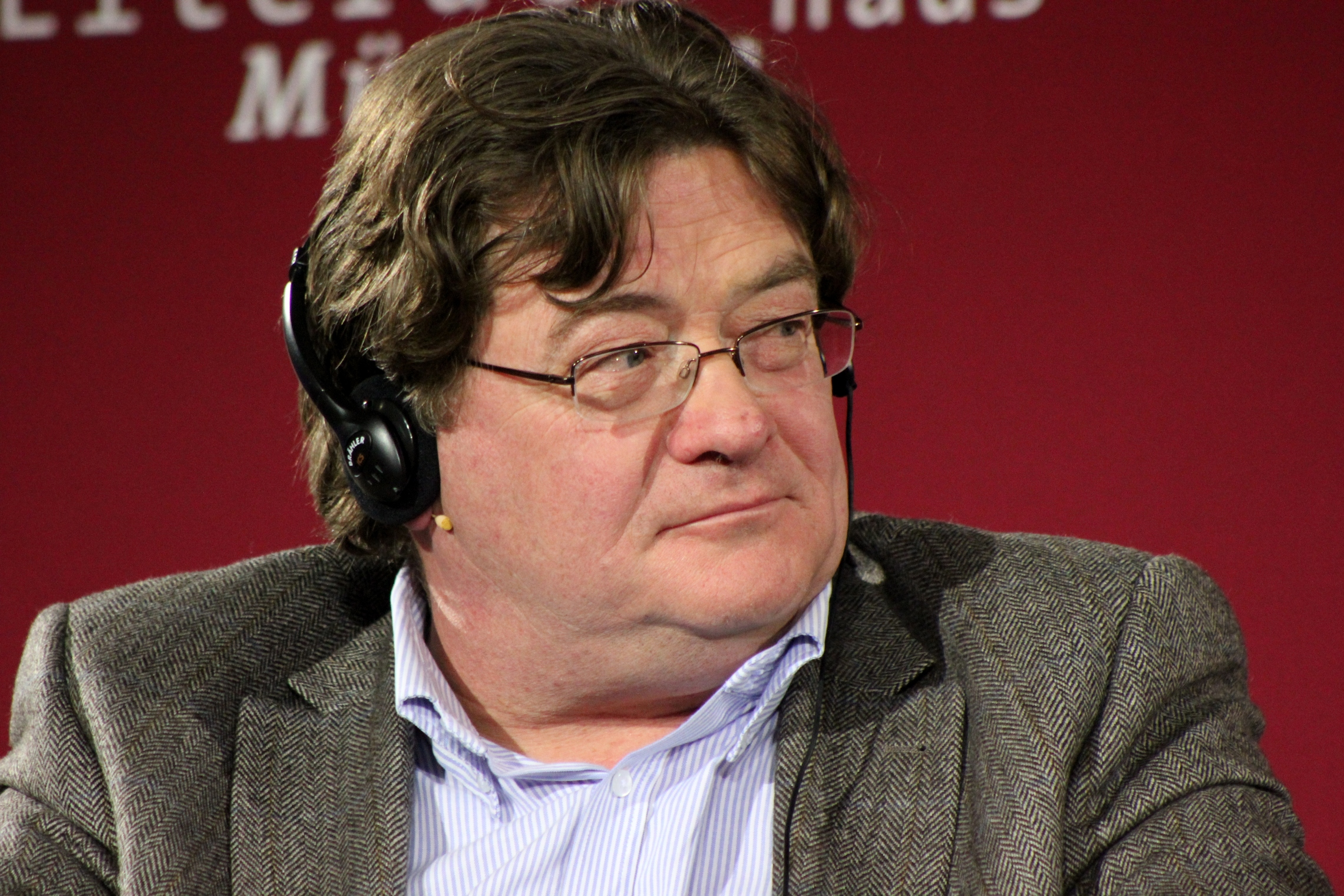
John Burnside in München (2012)

Metaphysische Bezüge charakterisieren das Werk des 1955 geborenen Lyrikers John Burnside, von dem zwei Anthologien ins Deutsche übersetzt wurden. In seinem autobiographischen Roman A Lie about My Father (2006, deutsch 2011) beschreibt er eine unglückliche Kindheit in Schottland (und England) der 1950er und 1960er Jahre.
Janice Galloway (* 1955) trat mit ihrem postmodernen Tagebuchroman The Trick is to Keep Breathing (1989), aber auch mit Lyrik und Kurzgeschichten hervor. Drehbücher und Romane, in deren Zentrum oft Jugendliche in Extremsituationen stehen, schreibt Lisa O’Donnell (* 1972), die heute in den USA lebt.
Heute schreiben Romanciers wie Irvine Welsh, Lyriker wie Robert Crawford (* 1959) und Theaterautoren wie der in der gesamten angelsächsischen Welt bekannte Bill Findlay (1947–2005), aber auch Popgruppen weitgehend Scots. Der politisch engagierte James Kelman schreibt in Anknüpfung an die populäre Glasgow novel der 1930er Jahre im drastischen Glasgower Slang der Working class (How Late it Was, How Late, 1994). Im Glasgower Scots zuhause ist auch der Dichter Tom Leonard (* 1944). Die Musikalität und Vitalität des Scots wird wegen seiner stark abweichenden regionalen Varianten allerdings durch größere Schwierigkeiten für den Leser erkauft. So schreiben einige Autoren wie Bill Herbert (W. N Herbert, * 1961) von vornherein in „gespaltener Zunge“ – Forked Tongue ist auch der Titel seiner Gedichtsammlung von 1994.
Zu Beginn des 21. Jahrhunderts stieg die auf Glasgow bezogene, formal und thematisch jedoch sehr heterogene Literaturproduktion wieder stark an – ein Indiz für den teilweise erfolgreichen Transformationsprozess der Stadt, die eine neue postindustrielle Identität ausbildete und international an Strahlkraft gewonnen hat. Zu den bekanntesten Werken gehören The Glasgow Dragon (2004) von Des Dillon (* 1960), The Tar Factory (2004) von Alan Kelly, No Wonder I Take a Drink (2004) von Laura Marney (2004) und Demo (2005) von Allison Miller.

## Gälisch schreibende moderne Autoren
Im 19. Jahrhundert hatte das Gälische seine Bedeutung als Dichtersprache vollständig verloren. Die Anfänge des schottisch-gälischen Romans fallen in die ersten Jahrzehnte des 20. Jahrhunderts. In diesem Zusammenhang ist vor allem Ian MacCormaicks Roman Dùn Aluinn (1912) über die Landvertreibung der kleinen Farmer zu nennen. Von 1952 bis 2004 erschien vierteljährlich die Literaturzeitschrift Gairm in schottisch-gälischer Sprache, die sich als die langlebigste und einflussreichste schottisch-gälische Zeitschrift des 21. Jahrhunderts erwies. Ihre Gründer, der Lyriker und Lexikograph der gälischen Sprache Derick Thomson (1921–2012) und der Journalist Finlay John Macdonald (Fionnlagh Iain MacDhòmhnaill, 1925–1987), waren auf den Äußeren Hebriden geborene native speakers.

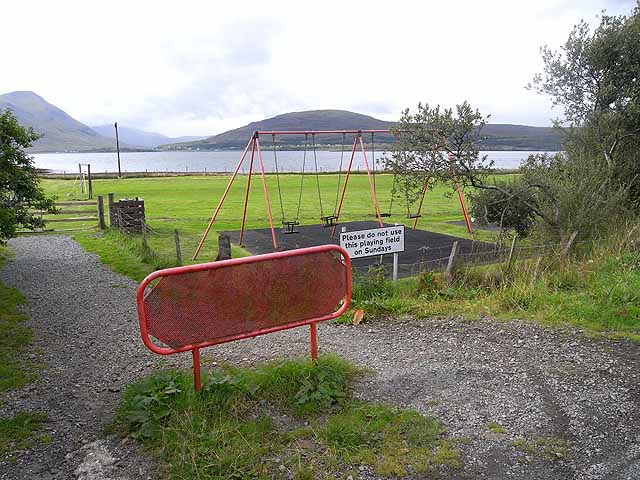
Spielplatz auf der Insel Raasay (ca. 160 Einwohner) mit dem Hinweis: Please do not use this playing field on Sunday

In dieser Zeitschrift veröffentlichte unter anderem der Lyriker Sorley MacLean (1911–1996), der ebenfalls zur Modernistenbewegung um MacDiarmid gehörte. Er war auf der von einigen Dutzend Menschen bevölkerten Hebrideninsel Raasay aufgewachsen („I am writing for no audience“) und bewies mit seinen Gedichten, dass das schottische Gälisch in der Lage war, neue Töne anzuschlagen. Erzogen als fundamentalistischer Puritaner, verabscheute er bald die elitäre Prädestinationslehre, behielt aber eine pessimistische Grundhaltung und die Verachtung für weltlichen Reichtum bei. Mit zwölf Jahren wurde er zum Sozialisten. Er setzte sich für die von den Puritanern unterdrückte gälische Musik ein, während er gleichzeitig die calvinistische Predigtkunst bewunderte und sich in seinem Werk daran orientierte. Als Freiwilliger im Zweiten Weltkrieg in Nordafrika mehrfach schwer verletzt und immer wieder an die Front zurückgekehrt, kritisierte er doch den übertriebenen keltischen Heroenkult.
Auch der Romancier, Erzähler und Lyriker Iain Chrichton Smith (1928–1998) lebte auf den Hebriden und schrieb für Gairm. George Campbell Hay (1915–1984) gehörte wie Smith zur Literatenbewegung um MacDiarmid und gilt als großer Wortkünstler und brillanter Übersetzer. Er schrieb vor allem in Gälisch, aber auch in Scots und Englisch. Ein wichtiger Förderer der schottisch-gälischen Literatur seit den 1960er Jahren war der Keltologe, Herausgeber und Lyriker Derick Smith Thomson (Ruaraidh MacThòmais, 1921–2012). Aonghas MacNeacail (* 1942) von der Hebrideninsel Skye schreibt seine Lyrik in gälischer Sprache und trägt sie auf Festivals gemeinsam mit Musikern vor. Seine Arbeiten wurden jedoch oft ins Englische übersetzt.

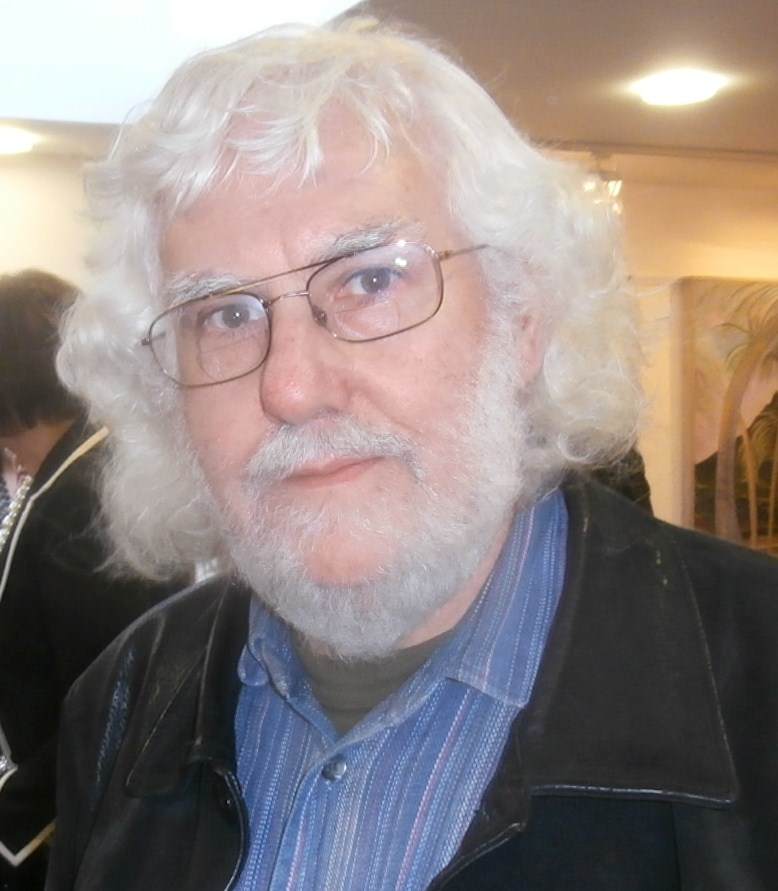
Aonghas MacNeacail bei einem Besuch des Féile Na Gréine-Festivals in Waterville (Irland)

Die gälische Prosaerzählung erlebte eine neue Blüte in den 1970er Jahren. Heute werden verstärkt Kinderbücher publiziert, um den Erhalt des Schottisch-Gälischen als Muttersprache zu fördern. Auch Bands wie Runrig texten teilweise in gälischer Sprache, kämpfen aber mit Verständnisschwierigkeiten beim Massenpublikum.

## Festivals und Preise

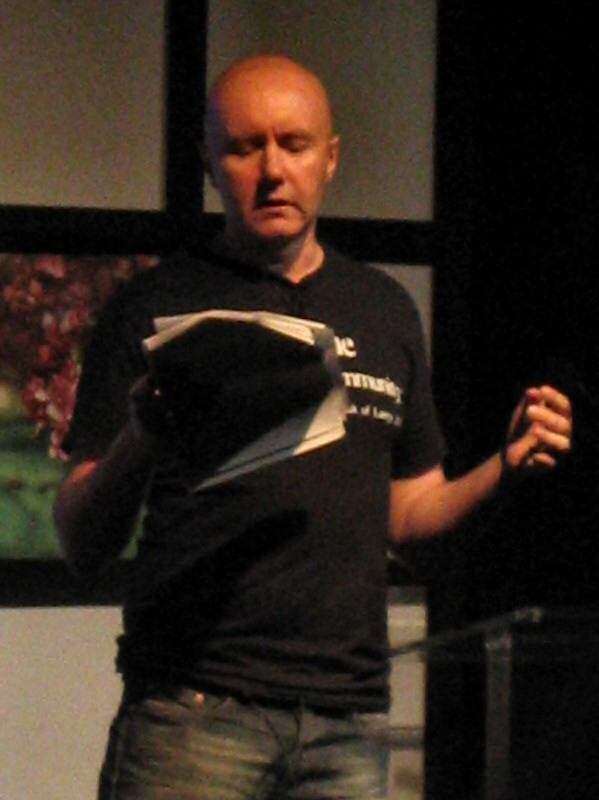
Irvine Welsh auf dem Edinburgh Book Festival 2004

Das jährlich im August stattfindende Edinburgh International Book Festival in der schottischen Hauptstadt ist angeblich das weltweit größte Buchfestival. In Wigtown findet jährlich das Wigtown Book Festival statt, bei dem auch Gedichte vorgetragen werden, in St Andrews jedes Jahr im März das StAnza Poetry Festival. An der schottischen Grenze in Melrose wird jährlich das Borders Book Festival veranstaltet. Der Walter Scott Price wird hier als besondere Auszeichnung an hervorstechende Autoren vergeben.
2004 wurde Edinburgh als erste UNESCO-City of Literature benannt.
Der bedeutende Stakis-Preis für den schottischen Autor des Jahres wurde aufgrund von Streitigkeiten mit den Sponsoren seit 1999 nicht mehr verliehen. 2012 begründeten die Krimi-Autorinnen Lin Anderson und Alex Gray das alljährlich in Stirling stattfindende Bloody-Scotland-Festival für Tartan noir-Literatur.